# ۲۴ (فصل ۲)
فصل دوم، (با نام روز دوم نیز شناخته می‌شود) از روز ۲۸ اکتبر ۲۰۰۲ تا ۲۰ می ۲۰۰۳ روی آنتن رفت.این فصل در ساعت ۸ صبح شروع می‌شود و در این ساعت نیز به پایان می‌رسد.

## داستان

### مروری بر این فصل
فصل دوم،۱۸ ماه پس از اتفاقات فصل اول رخ می‌دهد.موضوع اصلی این فصل، تلاش رئیس‌جمهور دیوید پالمر و جک باور برای جلوگیری از انفجار بمب اتمی در خاک آمریکاست.این بمب توسط تروریست‌ها وارد خاک آمریکا شده‌است.
این فصل نیز مانند فصل اول، به سه بخش کلی تقسیم می‌شود.
1. در بخش اول، سی‌تی‌یو تلاش می‌کند تا جلوی انفجار بمب اتمی را که ظاهراً توسط دولت‌های عربی(خاور میانه‌ای) وارد خاک آمریکا شده در لس‌آنجلس بگیرد.
2. در بخش دوم، رهبر این حملهٔ تروریستی دستگیر می‌شود و جک باید اطلاعاتی در مورد این بمب از این شخص بگیرد و جلوی انفجار آن را بگیرد
3. در بخش آخر، جک، کیت و سی‌تی‌یو سعی می‌کنند تا از حملهٔ نظامی ایالات متحده به سه کشور خاورمیانه‌ای جلوگیری کنند.اشخاصی که پشت این ماجرا هستند اسنادی ساخته‌اند که این سه کشور را مسئول این حملات می‌داند.

### مهم‌ترین رویدادهای این فصل
- بمبگذاری در سی‌تی‌یو
- موافقت با مصونیت قضایی نینا مایرز
- مرگ جرج میسون
- بهبود رابطه کیم و پدرش جک
- ایجاد رابطه عاطفی میان تونی آلمیدا و میشل دسلر
- ایجاد رابطه عاطفی میان جک باور و کیت وارنر
- ایجاد رابطه دوستی میان جک باور و میشل دسلر
- خیانت مایک نویک رئیس دفتر دیوید پالمر به او
- تلاش ناموفق برای قتل دیوید پالمر

## اپیزود یکم
در این قسمت جک پس از فوت همسرش تری شغلش را ترک کرده بود و تصمیم گرفته بود از کارها کنار بکشد، کیم(دختر جک) نیز پدرش را مقصر مرگ مادرش می‌داند و او را ترک کرده بود و از فرزند خانواده‌ای که ولی آن خانواده مشکل روانی داشت کار می‌کند، در این فصل دیوید پالمر رئیس جمهور ایالات متحده آمریکا است و در ساعات اول صبح پس از خبردار شدن از جریان بمب اتمی سعی در متقاعد کردن جک و عوض کردن تصمیمش دارد.
همچنین این اپیزود شخصیتی عرب به نام رضا را نشان می دهد که می‌خواهد با دختر خانواده‌ای آمریکایی ازدواج کند و مظنون اصلی در قسمت‌های اول است.

## اپیزودهای دوم تا ششم
در این قسمت‌ها جک در گروهی خلاف کار که گمان می‌رفت با تروریست‌ها همدست هستند نفوذ می‌کند سر دسته گروه ادی نام داشت و به علاوه کیت وارنر (خواهر دختری که رضا می‌خواست با آن ازدواج کند) متوجه خلافی از سوی رضا در کمپانی پدرش می‌شود و واحد CTU نیز به بازجویی از رضا می‌پردازد. همچنین نینا مایرز که در زندان بود برای پیشرفت تحقیقات فرا می‌خوانند و نینا معامله‌ای با دولت می‌کند که اگر در تحقیقات کمک کند او را ببخشند.همچنین کیم(دختر جک) متوجه مشکلات روانی پدر مگان(دختری که پرستارش بود) می‌شود و تصمیم به نجاتش می‌گیرد.

## اپیزودهای میانی
در این اپیزودها خطر انفجار بمب اتمی در داخل شهر رفع می‌شود و پس از انتقال بمب به وسیله هواپیما و خلبانی جرج میسون به صحرای موجاوه منفجر و نابود می‌شود.

## اپیزودهای پایانی
در این قسمت‌ها دولت آمریکا می‌اندیشد سه عدد از دول خاور میانه‌ای در این اتفاقات دست داشته و درصدد حمله به این کشورها می‌آید ولی جک به همراه شخصی عرب به نام یوسف می‌خواهند ثابت کنند که این موضوع صحت ندارد.

## اپیزود آخر
در این اپیزود ثابت می‌شود که دول ذکر شده در این موضوع دستی نداشتند و همچنین دیوید پالمر مایک نویک رئیس دفترش را که به او خیانت کرده بود را اخراج می‌کند و کیم سعی می‌کند پدرش را ببخشد.

## پیوست‌ها
- سریال ۲۴
- ۲۴ (فصل ۳)
- سینمای آمریکا